# Tillandsia pachyaxon
Tillandsia pachyaxon är en gräsväxtart som beskrevs av Lyman Bradford Smith. Tillandsia pachyaxon ingår i släktet Tillandsia och familjen Bromeliaceae. Inga underarter finns listade i Catalogue of Life.